# Bangladesh Nou Bahini

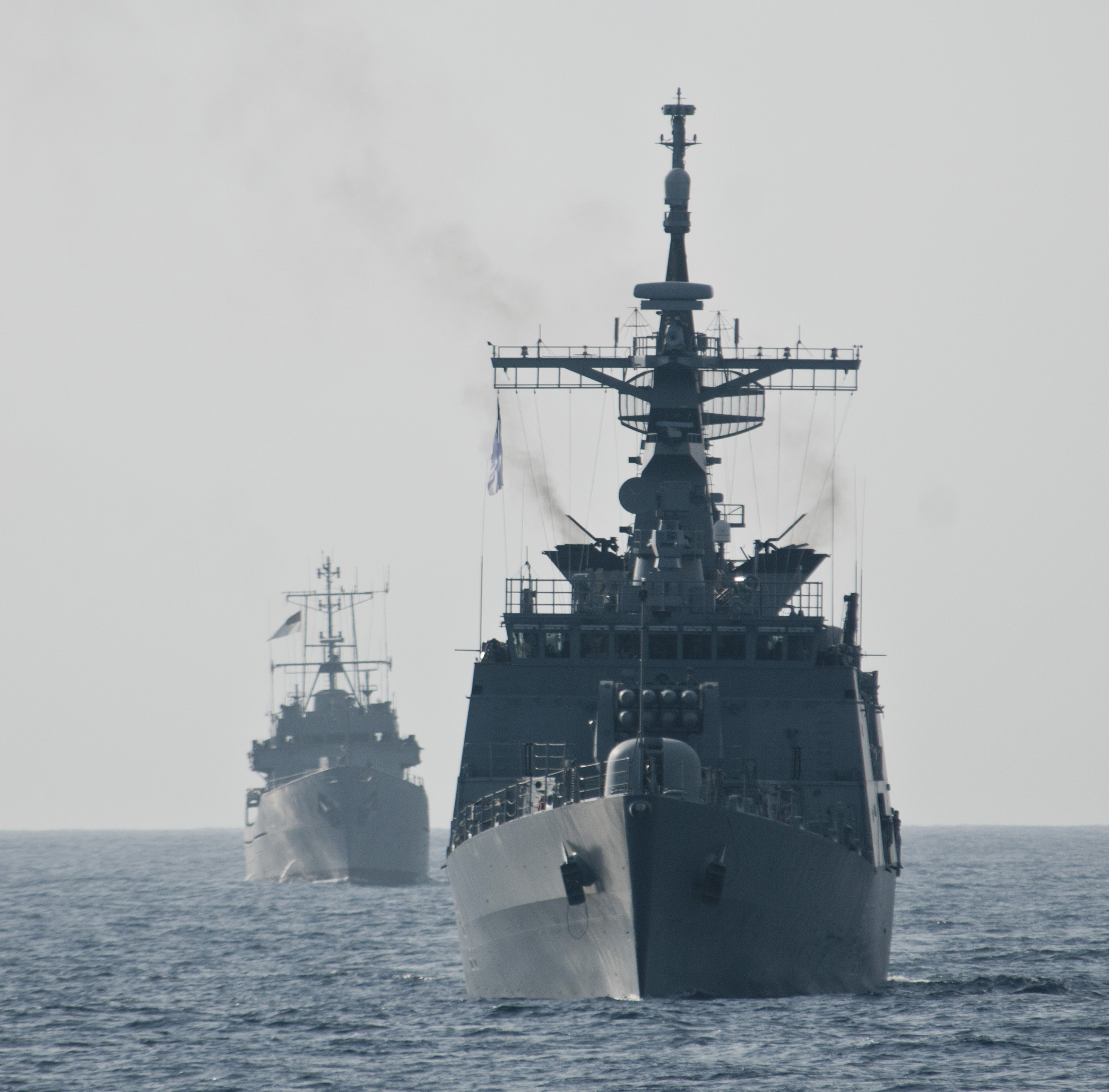
La BNS Bangabandhu (F-25) in mare.

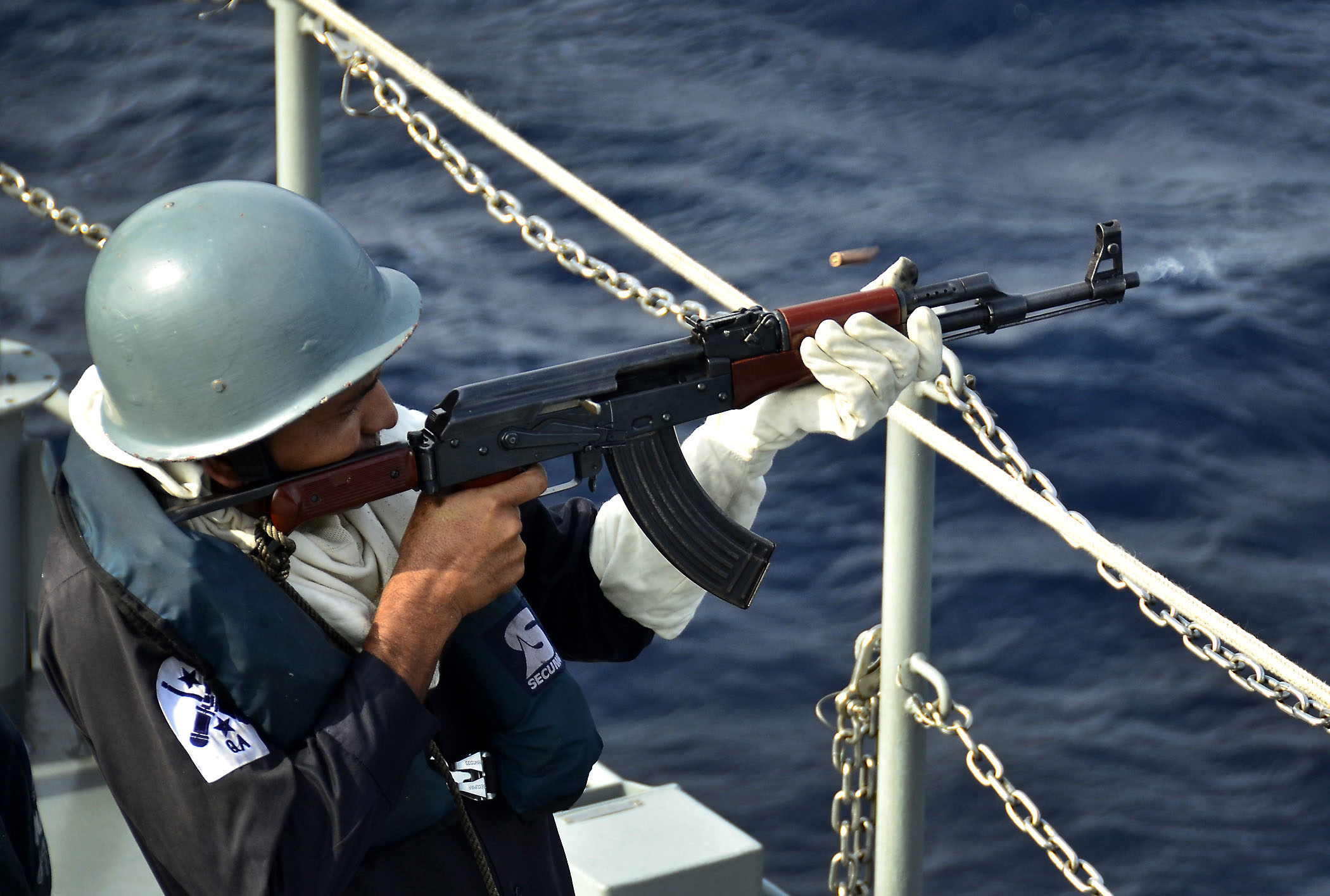
Un marinaio bengalese usa un fucile d'assalto Type-56 sulla fregata bengalese BNS Bangabandhu.

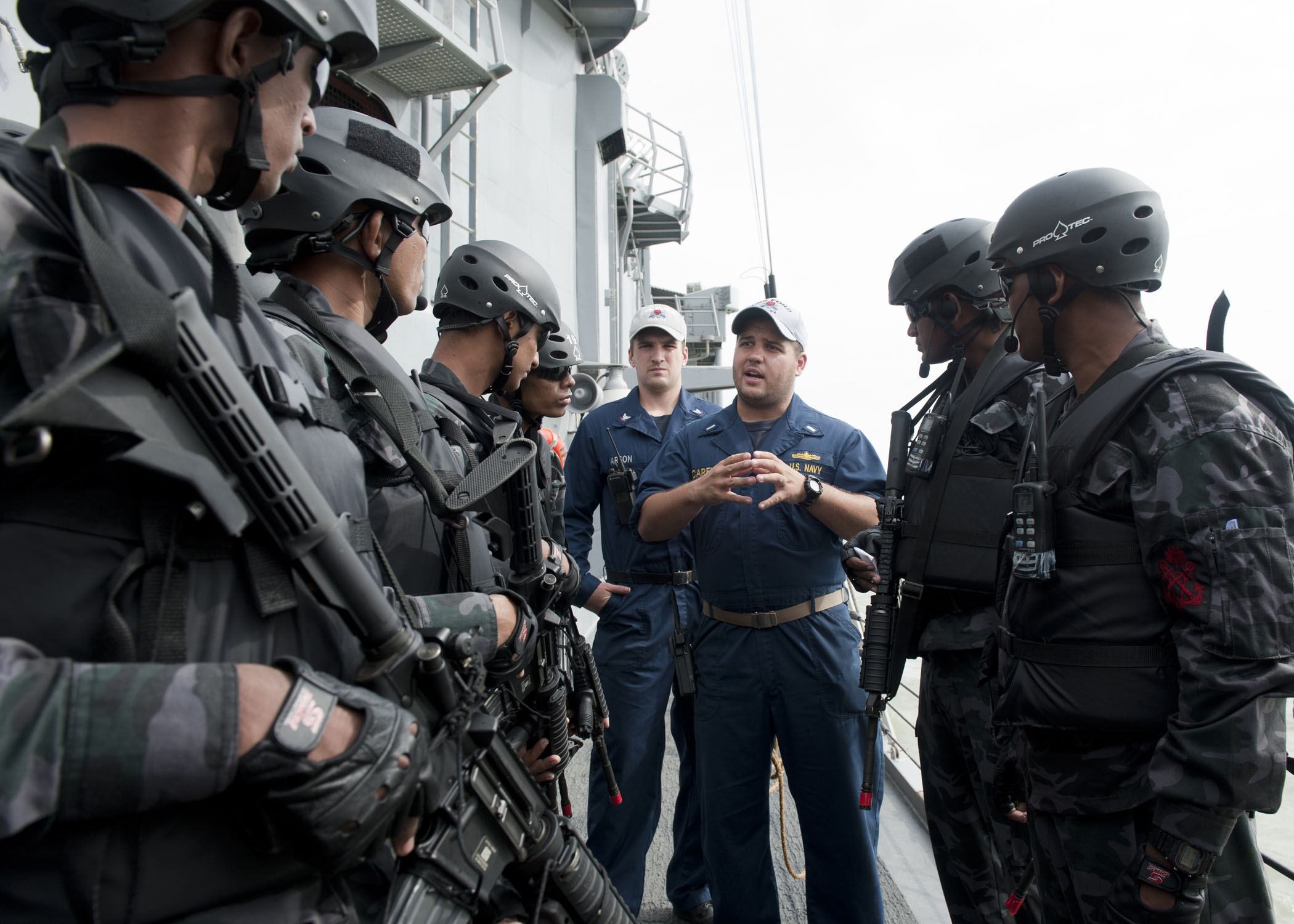
Personale della Special Warfare Diving and Salvage (SWADS), unità speciale della marina bengalese in esercitazione congiunta con la US Navy nel 2011.

La Marina militare bangladese (in bengali বাংলাদেশ নৌবাহিনী, Bangladesh Nou Bahini), conosciuta anche internazionalmente con la designazione in lingua inglese Bangladesh Navy, è la marina militare del Bangladesh e parte integrante, assieme alla aeronautica militare e all'esercito, delle forze armate bangladesi.
Il ruolo della marina militare bengalese è di pattugliare la linea costiera del paese, assicurare la sicurezza delle acque territoriali e della Zona Economica Esclusiva (ZEE), per proteggere gli interessi marittimi strategici del paese e delle isole circostanti e difendere il paese dalle minacce marittime.
La marina ha attualmente 15.000 effettivi attivi e circa 112 mezzi navali, prevalentemente di piccole dimensioni, e ha una limitata componente di altura. Esistono ordini per una decina di nuove unità.

## Storia
La marina bengalese venne creata nel 1971 nell'ambito della Guerra di liberazione bengalese.

## Basi
Le sue basi operative sono:
- BNS Haji Mohsin
- BNS Issa Khan
- BNS Shaheed Moazzem
- BNS Titumir

## Flotta
Le sue unità principali sono cinque fregate e quattro corvette, cui si aggiungono diverse decine di unità minori.

### Fregate
| Classe             | Foto | Tipo                  | Nome                         | Stazza | Note |
| ------------------ | ---- | --------------------- | ---------------------------- | ------ | --- |
| Classe Ulsan       |      | Fregata lanciamissili | BNS Bangabandhu              | 2.370  | della classe Ulsan modificata con elicottero ASW imbarcato. |
| Classe Jianghu-II  |      | Fregata lanciamissili | BNS Osman                    | 1.702  | Ex-PLAN Xiangtan, venduta al Bangladesh nel 1989, con estensive modifiche e dotata di missili antinave, antiaerei, sistemi antisommergibile ed equipaggiamento di posa mine.                                                      |
| Classe Hamilton    |      | Fregata lanciamissili | BNS Somudro Joy              | 3.300  | La nave verrà armata con moderni missili antinave C802A, missili antiaerei FM-90N e siluri, con elicottero imbarcato. |
| Classe Leopard     |      | Fregata               | BNS Abu Bakar BNS Ali Haider | 2.520  | Verrà rimpiazzata da 2 fregate Classe Type 053H2 Jianghu-III. |
| In ordinazione (2) |      |                       |                              |        | |
| Classe Jianghu-III |      | Fregata lanciamissili | BNS Abu Bakar BNS Ali Haider | 2.393  | In programma il suo armamento con 1 cannone a doppio uso PJ26 76 mm, 2 CIWS Type 730B, 1 lanciatore FM-90N SAM, 2 lanciatori quadrupli C-802A SSM, 2 lanciasiluri tripli, 2 lanciarazzi tripli antisom ed un elicottero Z-9C ASW. |

## Aviazione navale
L'aviazione navale bengalese è praticamente inesistente, poiché si basa su due elicotteri AgustaWestland AW109 Power e due  Dornier Do-228NG nella versione MPA (Maritime Patrol Aircraft) ordinati nel 2011 e consegnati nel 2013. Altri due Do.228NG MPA sono stati ordinati a settembre 2017.

### Aeromobili in uso
Sezione aggiornata annualmente in base al World Air Force di Flightglobal del corrente anno. Tale dossier non contempla UAV, aerei da trasporto VIP ed eventuali incidenti accorsi durante l'anno della sua pubblicazione. Modifiche giornaliere o mensili che potrebbero portare a discordanze nel tipo di modelli in servizio e nel loro numero rispetto a WAF, vengono apportate in base a siti specializzati, periodici mensili e bimestrali. Tali modifiche vengono apportate onde rendere quanto più aggiornata la tabella.
| Aeromobile                        | Origine  | Tipo                              | Versione (denominazione locale) | In servizio (2024) | Note | Immagine |
| Aerei da pattugliamento marittimo |          |                                   |                                 |                    | |          |
| Dornier Do 228                    | Germania | aereo da pattugliamento marittimo | Do.228-212Do.228NG MPA          | 4                  | 2 ordinati nel 2011 e consegnati nel 2013. 2 ordinati a settembre 2017, il primo dei quali consegnato ad ottobre 2021 e il secondo nel 2022. |          |
| Elicotteri                        |          |                                   |                                 |                    | |          |
| AgustaWestland AW109 Power        | Italia   | elicottero utility                | AW109E                          | 2                  | 2 AW109E consegnati ed operativi a partire dal 2014 e in servizio al novembre 2017.                                                          |          |